# Tempo di viaggio
Tempo di viaggio è un documentario del 1983 diretto da Andrej Tarkovskij e Tonino Guerra.
Nel 1995 fu presentato nella sezione Un Certain Regard del 48º Festival di Cannes.

## Trama
Tarkovskij si reca in Italia per realizzare Nostalghia con l'amico Tonino Guerra. I due viaggiano alla ricerca dei luoghi in cui girare il film, contemplando le bellezze architettoniche e discutendo di cinema.